# 拉比克塞雷特
拉比克塞雷特（法語：La Buxerette）是法国安德尔省的一个市镇，位于该省南部偏东，属于拉沙特尔区。该市镇总面积10.99平方公里，2009年时的人口为108人。

## 交通
安德尔省省道D72线、D74线和D124线在境内交汇。

## 人口
拉比克塞雷特人口变化图示